# Petit Desert de Sorra

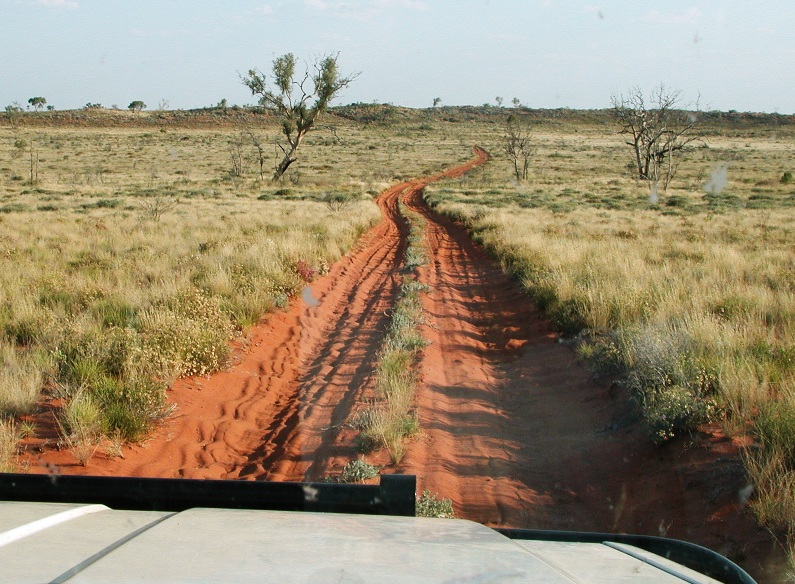
Petit desert de sorra travessat per la Ruta Canning Stock

El Petit Desert de Sorra, és una bioregió provisional australiana, és un desert localitzat al sud d'Austràlia Occidental del Gran Desert Arenós i de l'oest del Desert de Gibson.
La bioregió es troba a l'est de la Gran Carretera del Nord al sud de Newman i aproximadament 200 quilòmetres al nord de Wiluna. Al nord de la gran àrea identificable més propera es troba el Parc Nacional Karlamilyi.
Es diu així perquè està relativament a prop i similar al Gran Desert Arenós, però és molt més petit. Les seves formes de relleu, la fauna i la flora són similars al Gran Desert Arenós. Tots dos deserts es creuen per la ruta Canning Stock.
Els grups indígenes que han identificat amb la regió inclouen els Mandilara.